# Witte stompneus
De witte stompneus (Rhabdosargus globiceps) is een straalvinnige vis uit de familie van zeebrasems (Sparidae) en behoort derhalve tot de orde van baarsachtigen (Perciformes). De vis kan een lengte bereiken van 65 cm. 

## Leefomgeving
Rhabdosargus globiceps komt in zeewater en brak water voor. De vis prefereert een tropisch klimaat en leeft hoofdzakelijk in de Atlantische Oceaan. De diepteverspreiding is 0 tot 100 m onder het wateroppervlak. 

## Relatie tot de mens
Rhabdosargus globiceps is voor de visserij van beperkt commercieel belang. In de hengelsport wordt er weinig op de vis gejaagd. 